# Suc de Monac
Le suc de Monac est un sommet du massif du Meygal, culminant à 1 022 m d'altitude, dans le Velay en France.

## Géographie

### Situation
La montagne se trouve dans la commune de Saint-Pierre-Eynac dans le département de la Haute-Loire.

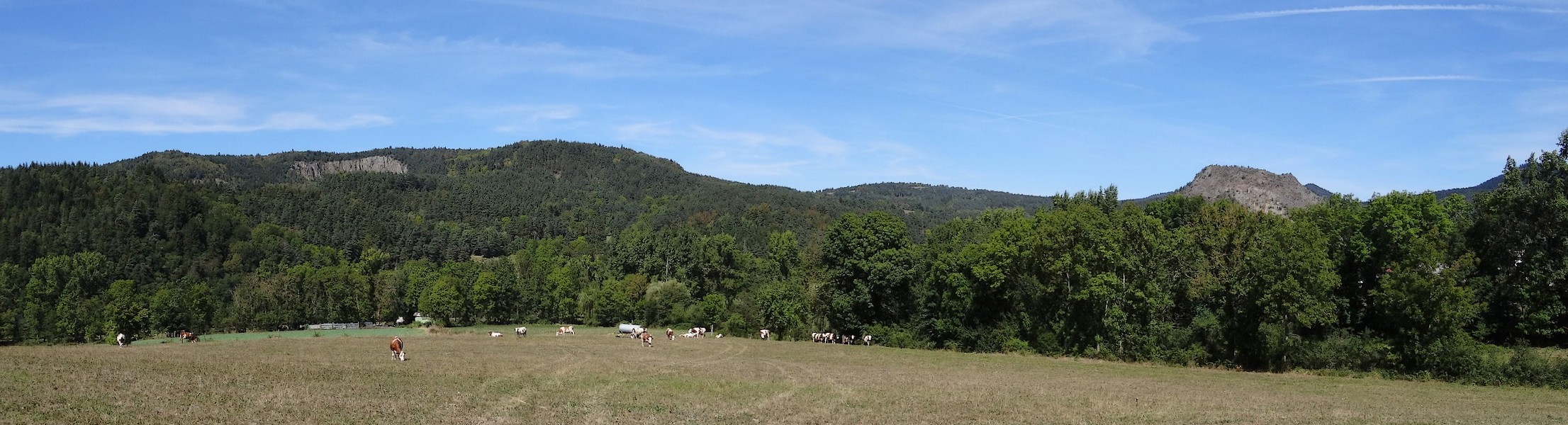
Suc de Monac (à droite) depuis la route départementale 15 (RD15).

### Géologie
La commune de Saint-Pierre-Eynac est à la jonction de plusieurs systèmes volcaniques : un système basaltique daté de 15 Ma issu d'un volcanisme strombolien, un neck trachytique daté de 13 Ma issu d'un volcanisme péléen et un suc phonolitique daté de 10 Ma également issu d'un volcanisme péléen.
Les roches constitutives de ce neck sont des trachyandésites porphyriques à cristaux automorphes de hornblende et sanidin.

## Randonnée
Arriver au pied du suc de Monac par la route de Saint-Julien-Chapteuil au Pertuis. Prendre à gauche la D261 direction St Pierre Eynac : à 300 m un chemin conduit à une grande carrière de trachyte.
Dans le bois, au cairn, prendre la sente de droite, sud. Elle se redresse fortement pour atteindre l’étroite et horizontale crête sommitale. Celle-ci peut se parcourir à gauche jusqu’au point culminant. Après ce dernier, la crête peut se parcourir sur une centaine de mètres.
Moins fréquentée, la végétation y est plus envahissante.